# Realism (The Magnetic Fields)
Realism è il nono album in studio del gruppo musicale indie pop statunitense The Magnetic Fields, pubblicato nel 2010.

## Tracce
1. You Must Be Out of Your Mind – 3:12
2. Interlude – 2:11
3. We Are Having a Hootenanny – 2:10
4. I Don't Know What to Say – 2:29
5. The Dolls' Tea Party – 2:17
6. Everything Is One Big Christmas Tree – 2:24
7. Walk a Lonely Road – 3:04
8. Always Already Gone – 2:40
9. Seduced and Abandoned – 2:21
10. Better Things – 2:31
11. Painted Flower – 2:11
12. The Dada Polka – 2:21
13. From a Sinking Boat – 3:26

## Formazione
- Stephin Merritt - voce, strumenti
- Claudia Gonson - batteria, piano, tablas, cajón
- Sam Davol - violoncello
- John Woo - banjo, cuatro, sitar
- Shirley Simms - voce, violino